# Digby McLaren
Digby Johns McLaren (* 11. Dezember 1919 in Carrickfergus; † 8. Dezember 2004 in Ottawa) war ein kanadischer Geologe und Paläontologe.
McLaren war der Sohn von James McLaren, der Landagent des Herzogs von Northumberland war und daneben ein eifriger Amateurgeologe. Er besuchte die Sedhberg School in England und studierte Geologie am Queens’ College der Universität Cambridge, unterbrochen von sechs Jahren Wehrdienst im Zweiten Weltkrieg ab 1939 bei der Royal Artillery im Mittleren Osten und Europa. 1948 erhielt er seinen Master-Abschluss in Geologie in Cambridge und ging nach Kanada, wo er Mitglied des Geological Survey of Canada (GSC) wurde. 1951 wurde er an der University of Michigan promoviert.
Er spezialisierte sich auf Paläontologie und Stratigraphie und nahm 1955 an der Operation Franklin teil, der geologischen Erkundung der arktischen Inseln. 1959 bis 1967 leitete er die paläontologische Abteilung des GSC und 1967 wurde er der erste Direktor von dessen neu gegründetem Institut für Sediment- und Erdölgeologie in Calgary und leitete in dieser Funktion die Öl- und Gasexploration im Westen Kanadas. 1973 wurde er Direktor des GSC.
1981 wurde er kanadischer Assistant Deputy Minister for Science and Technology für die Bereiche Energie, Bergbau und Ressourcen (EMR).
Außerdem war er seit 1981 Gastprofessor an der University of Ottawa, wo er sich vor allem mit Meteoritenforschung befasste. Er war einer der frühen Befürworter von Massenaussterben durch Meteoriteneinschläge zum Beispiel an der Wende Kreide/Tertiär.
1986 war er einer der Initiatoren des Internationalen Geosphären-Biosphären-Programms für die Bedrohung durch globale Erwärmung. Er befürchtete eine ähnliche katastrophale Auswirkung wie bei Meteoriteneinschlägen in der Vergangenheit. Außerdem befasste er sich mit dem Problem der Ressourcenverteilung (Mineralien, Energie, Wasser, Land) bei steigender Weltbevölkerung, wozu er auch eine Dahlem-Konferenz organisierte.
Er veröffentlichte über 100 wissenschaftliche Arbeiten in Paläontologie, Biostratigraphie und Regionaler Geologie. In der Stratigraphie trug er zur Entwicklung des Golden Spike Konzepts der GSSP bei, speziell für die Grenze Silur/Devon. 1968 bis 1972 leitete er die Silur/Devon Boundary Working Group der Stratigraphie-Kommission International Union of Geological Sciences.
1982 erhielt er die Leopold-von-Buch-Plakette. Er war Fellow der Royal Society (1979), der National Academy of Sciences (1979) und der Royal Society of Canada (1968), deren Präsident er 1987 bis 1990 war. 1987 erhielt er die Logan Medal der Geological Association of Canada und im selben Jahr wurde er Offizier des Order of Canada. Er war 1981/82 Präsident der Geological Society of America. Er war Ehrenmitglied der Geological Society of London und der European Union of Geoscientists (1983) und Mitglied der American Association for the Advancement of Science, der American Philosophical Society und der European Academy of Sciences. McLaren war Ehrendoktor der University of Ottawa, der Carleton University und der University of Waterloo.
1969 war er Präsident der Paleontological Society und 1971 der Alberta Society for Petroleum Geologists, der späteren Canadian Society for Petroleum Geologists (deren Ehrenmitglied er 1986 wurde).
Er war seit 1942 mit Phyllis Matkin verheiratet und hatte drei Kinder.
2004 wurde die Digby McLaren Medal der International Commission of Stratigraphy gestiftet.

## Schriften
- als Herausgeber mit Brian Skinner: Resources and World Development. Report of the Dahlem Workshop on Resources and World Development, Berlin, Jan. 12–17, 1986, Apr. 27 – May 2, 1986 (= Dahlem Konferenzen. Physical, Chemical, and Earth Sciences Research Report. PC. 6, ISSN 0340-8116). Wiley, Chichester u. a. 1987.
- als Herausgeber mit Constance Mungall: Planet under Stress. The Challenge of Global Change. Oxford University Press, Toronto u. a. 1990, ISBN 0-19-540731-8.